# Ville sans loi (film, 1955)
Pour plus de détails, voir Fiche technique et Distribution.
Ville sans loi (titre original : A Lawless Street) est un film américain réalisé par Joseph H. Lewis, sorti en 1955.

## Synopsis
Le valeureux Marshal Calem Ware tente de faire régner la loi et l'ordre dans une ville gangrenée par le crime. Mais le retour de son épouse bouleverse les choses.
Le shérif Calem Ware est sans cesse la cible de tueurs, envoyés par quelqu'un qui ne lui veut visiblement pas que du bien. Hamer Thorne, propriétaire du cabaret de la ville, a en effet conclu une alliance secrète avec Cody Clark, le patron du saloon, dans le but de se débarrasser du shérif et de prendre le pouvoir dans la petite bourgade. D'autre part, Thorne a récemment engagé une chanteuse pour son établissement. Il ignore qu'elle est l'épouse de Calem, qu'elle a quitté, ne pouvant supporter les dangers que sa profession lui faisait courir. Thorne et Clark engagent un nouveau tueur.

## Fiche technique
- Titre original : A Lawless Street
- Titre français : Ville sans loi
- Réalisation : Joseph H. Lewis
- Scénario : Kenneth Gamet, Brad Ward
- Photographie : Ray Rennahan
- Montage : Gene Havlick
- Musique : Paul Sawtell
- Direction artistique : George Brooks
- Décors : Frank Tuttle
- Producteur : Harry Joe Brown, Randolph Scott (producteur associé)
- Sociétés de production : Producers-Actors Corporation, Scott-Brown Productions
- Sociétés de distribution : Columbia Pictures
- Pays d'origine :   États-Unis
- Langue : Anglais, Français
- Format : Couleurs (Technicolor) — 35 mm — 1,37:1 — Son : Mono (Western Electric Recording)
- Genre : Western
- Durée : 78 minutes (1 h 18)
- Dates de sortie :
  -  États-Unis : 15 décembre 1955
  -  France : 27 juillet 1956
- Affiche : Constantin Belinsky (France)

## Distribution
- Randolph Scott : Marshall Calem Ware
- Angela Lansbury : Tally Dickenson
- Warner Anderson : Hamer Thorne
- Jean Parker : Cora Dean
- Peter Julien Ortiz : Hiram Hayes
- Frank Hagney : Dingo Brion
- Wallace Ford : Dr. Amos Wynn
- John Emery : Cody Clark
- James Bell : Asaph Dean
- Ruth Donnelly : Molly Higgins
- Michael Pate : Harley Baskam
- Don Megowan : Dooley Brion
- Jeanette Nolan : Mrs. Dingo Brion